# どんまいフレンド
どんまいフレンドは、1984年4月9日から1991年3月29日までニッポン放送の制作により放送されたラジオ番組である。

## 概要
『あおい君と佐藤クン』以来続く、「一対一、男同士の熱いトーク」のコンセプトを持つ男性2人による番組（『○○君と○○君』シリーズ）の“伝統”を継承。『長渕クンと世良くん』までは『○○君と○○君』のタイトルのパターンで続いてきた。しかしニッポン放送において本番組枠（花王一社提供枠）を内包する夜ワイド番組が『くるくるダイヤル ザ・ゴリラ』から『ヤングパラダイス』に変わり、その枠自体が22:50 - 23:00枠に移動した1983年5月からは女優の薬師丸ひろ子の冠番組となっていたが、1984年4月改編で男性タレントによるトーク番組シリーズが復活した。
毎回、二人のトークの声はフェードインしながら始まるという、『あおい君と佐藤クン』と同様の演出が行われており、その後女性アナウンサーによる「○○と○○、どんまいフレンド。」のタイトルコールと提供アナウンス→CM→本編→CM→エンディングという流れとなっていた。
『BAKUのどんまいフレンド』終了の1991年4月改編を以ってどんまいフレンドの枠タイトルも終了。後継番組『緒形クンと的場クン』からは再びタイトルが『○○君と○○君』のパターンとなった。

## パーソナリティの変遷
- 風見慎吾、嶋大輔『慎吾と大輔』（1984年4月9日 - 10月12日）
- 風見慎吾、羽賀健二[注釈 3]『慎吾と健二』（1984年10月15日 - 1985年6月7日）
- 風見慎吾、松村雄基『慎吾と雄基』（1985年6月10日 - 11月1日）
- 松村雄基、長島ナオト『雄基とナオト』（1985年11月4日 - 1987年4月3日）
- 斉藤隆治、南渕一輝『隆治と一輝』（1987年4月6日 - 1988年4月8日）
- 南渕一輝、高橋良明『一輝と良明』[注釈 4]（1988年4月11日 - 1989年2月10日）
- CHA-CHA[注釈 5]（1989年2月13日 - 1990年10月5日）
- BAKU[注釈 6]（1990年10月8日 - 1991年3月29日[注釈 7]）

## 放送時間・ネット局
- ニッポン放送（NRNキー局・制作局）：月曜日 - 木曜日 22:50ごろ - 23:00ごろ
  - 夜ワイド番組『ヤングパラダイス』→『内海ゆたおの夜はドッカーン!』→『伊集院光のOh!デカナイト』それぞれに内包される箱番組として放送。当時金曜日の同じ時間帯に放送されていた『TOKYOベストヒット』→『B21スペシャルの活躍金曜日』→『伊集院光のOh!デカナイトフライデースペシャル』には箱番組が設定されていなかったため、本番組の金曜日放送分は各ネット局への裏送りとなった。
- HBCラジオ（JRN・NRNクロスネット局）：月曜日 - 金曜日 23:00 - 23:10
- 東海ラジオ放送（NRNシングルネット局）：月曜日 - 金曜日 23:00 - 23:10
- RKBラジオ（JRNシングルネット局かつ唯一のNRN系列外ネット局）：月曜日 - 金曜日 24:05 - 24:15